# Ministarstvo kulture Francuske
Ministarstvo kulture Republike Francuske (fr. Ministère de la Culture) je središnje tijelo državne uprave u Francuskoj koje obavlja upravne i druge poslove u području kulture koji se odnose na: razvitak i unapređenje kulture, kulturnog i umjetničkog stvaralaštva, kulturnog života i kulturnih djelatnosti; osnivanja ustanova i drugih pravnih osoba u kulturi. Ministarstvo upravlja radom svih javnih kulturnih ustanova i brine se za promicanje francuske kulture u Europi i svijetu.
Ministarstvo je osnovao predsjednik Charles de Gaulle 3. veljače 1959., a prvim obnašateljem ministarske dužnosti imenovao je Andréa Malrauxa.
Ministarsvo je od osnivanja službeni naziv promijenilo u 13 navrata, ali najčešće se naziva ili samo Ministarstvom kulture ili Ministarstvom kulture i komunikacija.
Sjedište ministarstva nalazi se u zgradi Kraljevske palače u Parizu.

## Dosadašnji ministri
| ministar/ministrica        | početak obnašanja dužnosti | svršetak obnašanja dužnosti |
| André Malraux              | 3. veljače 1959.           | 20. lipnja 1969.            |
| Edmond Michelet            | 22. lipnja 1969.           | 9. listopada 1970.          |
| André Bettencourt          | 19. listopada 1970.        | 7. siječnja 1971.           |
| Jacques Duhamel            | 7. siječnja 1971.          | 28. ožujka 1973.            |
| Maurice Druon              | 5. travnja 1973.           | 27. veljače 1974.           |
| Alain Peyrefitte           | 1. ožujka 1974.            | 27. svibnja 1974.           |
| Michel Guy                 | 28. svibnja 1974.          | 25. kolovoza 1976.          |
| Françoise Giroud           | 28. kolovoza 1976.         | 29. ožujka 1977.            |
| Michel d'Ornano            | 30. ožujka 1977.           | 31. ožujka 1978.            |
| Jean-Philippe Lecat        | 5. travnja 1978.           | 13. svibnja 1981.           |
| Michel d'Ornano            | 4. ožujka 1981.            | 22. lipnja 1981.            |
| Jack Lang                  | 22. lipnja 1981.           | 20. ožujka 1986.            |
| François Léotard           | 20. ožujka 1986.           | 23. lipnja 1988.            |
| Jack Lang                  | 28. lipnja 1988.           | 29. ožujka 1993.            |
| Jacques Toubon             | 30. ožujka 1993.           | 11. svibnja 1995.           |
| Philippe Douste-Blazy      | 16. svibnja 1995.          | 2. lipnja 1997.             |
| Catherine Trautmann        | 4. lipnja 1997.            | 27. ožujka 2000.            |
| Catherine Tasca            | 27. ožujka 2003.           | 6. svibnja 2002.            |
| Jean-Jacques Aillagon      | 7. svibnja 2002.           | 30. ožujka 2005.            |
| Renaud Donnedieu de Vabres | 31. ožujka 2004.           | 15. svibnja 2007.           |
| Christine Albanel          | 18. svibnja 2007.          | 23. lipnja 2009.            |
| Frédéric Mitterrand        | 23. lipnja 2009.           | 10. svibnja 2012.           |
| Aurélie Filippetti         | 16. svibnja 2012.          | 25. kolovoza 2014.          |
| Fleur Pellerin             | 26. kolovoza 2014.         | 11. veljače 2016.           |
| Audrey Azoulay             | 11. veljače 2016.          |                             |
| -------------------------- | -------------------------- | --------------------------- |

## Vanjske poveznice
- Službene stranice  Arhivirana inačica izvorne stranice od 22. srpnja 2013. (Wayback Machine) (fr.)
- Kulturni portal Ministarstva kulture Francuske (fr.)